# Callionymus lunatus
Callionymus lunatus là một loài cá biển thuộc chi Callionymus trong họ Cá đàn lia. Loài này được mô tả lần đầu tiên vào năm 1845.

## Phân bố và môi trường sống
C. lunatus có phạm vi phân bố ở Tây Bắc Thái Bình Dương. Loài cá này được tìm thấy ở ngoài khơi Nhật Bản và dọc theo bờ tây của bán đảo Triều Tiên. Chúng sống ở những vùng biển xa bờ, ưa vùi mình trong lớp bùn cát.

## Mô tả
Mẫu vật lớn nhất của C. lunatus có chiều dài cơ thể được ghi nhận là 15 cm.